# Okayama Seagulls
Maillots
Okayama Seagulls est un club japonais de volley-ball fondé en 1999 et basé à Okayama, évoluant pour la saison 2020-2021 en V・Ligue Division 1. Elle est la seule équipe de V Ligue à ne pas avoir une entreprise comme sponsor.

## Palmarès
- Coupe de l'impératrice
  - Finaliste : 2013.
- Tournoi de Kurowashiki
  - Finaliste : 2005.
- V Première Ligue
  - Finaliste : 2014, 2020.

## Résultats en Ligue
| Ligue               | Ligue          | Position  | Équipes | Matchs | Gagné | Perdu |
| ------------------- | -------------- | --------- | ------- | ------ | ----- | ----- |
| V.Ligue             | 6e (1999-2000) | 9e        | 10      | 18     | 4     | 14    |
| V.Ligue             | 7e (2000-01)   | 10e       | 10      | 18     | 3     | 15    |
| V.Ligue             | 8e (2001-02)   | 5e        | 9       | 16     | 10    | 6     |
| V.Ligue             | 9e (2002-03)   | 6e        | 8       | 21     | 8     | 13    |
| V.Ligue             | 10e (2003-04)  | 5e        | 10      | 18     | 10    | 8     |
| V.Ligue             | 11e (2004-05)  | 5e        | 10      | 27     | 14    | 13    |
| V.Ligue             | 12e (2005-06)  | 5e        | 10      | 27     | 15    | 12    |
| V・Première         | 2006-07        | 8e        | 10      | 27     | 10    | 17    |
| V・Première         | 2007-08        | 4e        | 10      | 27     | 14    | 13    |
| V・Première         | 2008-09        | 7e        | 10      | 27     | 13    | 14    |
| V・Première         | 2009-10        | 6e        | 8       | 28     | 10    | 18    |
| V・Première         | 2010-11        | 8e        | 8       | 26     | 1     | 25    |
| V・Première         | 2011-12        | 4e        | 8       | 21     | 11    | 10    |
| V・Première         | 2012-13        | 3e        | 8       | 28     | 15    | 13    |
| V・Première         | 2013-14        | Finaliste | 8       | 28     | 17    | 11    |
| V・Première         | 2014-15        | 4e        | 8       | 21     | 13    | 8     |
| V・Première         | 2015-16        | 6e        | 8       | 21     | 9     | 12    |
| V・Première         | 2016-17        | 7e        | 8       | 21     | 5     | 16    |
| V・Challenge        | 2017-18        | Champion  | 7       | 18     | 17    | 1     |
| V・Ligue Division 1 | 2018-19        | 9e        | 11      | 20     | 10    | 10    |
| V・Ligue Division 1 | 2019-20        | Finaliste | 12      | 21     | 15    | 6     |

## Effectifs

### Saison 2020-2021
| No                             | Nom                            | Date de naissance              | Taille                         | Poids                          | Poste                          |
| ------------------------------ | ------------------------------ | ------------------------------ | ------------------------------ | ------------------------------ | ------------------------------ |
| 3                              | Ayaka Taguchi                  | 11 novembre 1998               | 179                            | 63                             | Centrale                       |
| 4                              | Miharu Yoshioka                | 14 septembre 1998              | 180                            | 73                             | Réceptionneuse-attaquante      |
| 5                              | Mizuki Ugajin                  | 16 septembre 1996              | 176                            | 63                             | Passeuse                       |
| 6                              | Sanae Watanabe                 | 28 mai 1998                    | 173                            | 57                             | Attaquante                     |
| 8                              | Mayu Oikawa                    | 26 juin 1996                   | 176                            | 60                             | Centrale                       |
| 9                              | Yuri Takayanagi                | 19 avril 2000                  | 177                            | 69                             | Réceptionneuse-attaquante      |
| 10                             | Minami Nishimura               | 23 mars 2000                   | 168                            | 60                             | Libero                         |
| 11                             | Moe Takayanagi                 | 27 novembre 1998               | 177                            | 58                             | Centrale                       |
| 12                             | Anna Imura                     | 13 juin 1996                   | 176                            | 59                             | Centrale                       |
| 13                             | Ayame Endo                     | 8 avril 2001                   | 174                            | 63                             | Réceptionneuse-attaquante      |
| 14                             | Haruka Miyashita               | 1er septembre 1994             | 176                            | 58                             | Passeuse                       |
| 15                             | Aoi An Furukawa                | 27 juillet 2002                | 186                            | 75                             | Réceptionneuse-attaquante      |
| 16                             | Kanako Nagama                  | 23 avril 1999                  | 166                            | 58                             | Libero                         |
| 17                             | Uran Kido                      | 27 décembre 2001               | 167                            | 66                             | Réceptionneuse-attaquante      |
| 18                             | Syuka Kaneda                   | 6 juin 1996                    | 176                            | 68                             | Réceptionneuse-attaquante      |
| 19                             | Yuki Morita                    | 27 février 1998                | 156                            | 53                             | Libero                         |
| 20                             | Aki Maruyama                   | 6 octobre 1990                 | 158                            | 50                             | Libero                         |
| 21                             | Yurika Kouno                   | 8 avril 1996                   | 178                            | 64                             | Centrale                       |
| 22                             | Mei Funada                     | 30 décembre 2001               | 163                            | 56                             | Libero                         |
| 23                             | Akari Maeda                    | 28 mai 1999                    | 173                            | 70                             | Réceptionneuse-attaquante      |
| 25                             | Mami Miyashita                 | 17 août 1986                   | 163                            | 58                             | Libero                         |
| 26                             | Sora Nagase                    | 18 août 1999                   | 180                            | 60                             | Centrale                       |
| 27                             | Yoshie Narasaki                | 20 octobre 1997                | 164                            | 56                             | Libero                         |
| 28                             | Aimi Kawashima                 | 15 avril 1990                  | 181                            | 61                             | Centrale                       |
| 31                             | Natsuki Onodera                | 16 juin 1999                   | 170                            | 57                             | Passeuse                       |
|                                |                                |                                |                                |                                |                                |
| Encadrement technique          | Encadrement technique          |                                | Légende                        | Légende                        | Légende                        |
| Entraîneur : Akiyoshi Kawamoto | Entraîneur : Akiyoshi Kawamoto | Entraîneur : Akiyoshi Kawamoto | : Capitaine                    | : Capitaine                    | : Capitaine                    |
| Entraîneur(s) adjoint(s) :     | Entraîneur(s) adjoint(s) :     | Entraîneur(s) adjoint(s) :     | : Joueuse blessée actuellement | : Joueuse blessée actuellement | : Joueuse blessée actuellement |